# ولادیمیر ژیگلی
ولادیمیر ژیگلی (روسی: Владимир Викторович Жигилий؛ زادهٔ ۱۶ december ۱۹۵۲ (۷۲ سال)) ورزشکار بسکتبال اهل اتحاد جماهیر شوروی سوسیالیستی است.
وی در مسابقات کشوری و بین‌المللی در مجموع برندهٔ ۲ مدال برنز شده‌است.